# Ircinia rectilinea
Ircinia rectilinea är en svampdjursart som först beskrevs av Hyatt 1877.  Ircinia rectilinea ingår i släktet Ircinia och familjen Irciniidae. Inga underarter finns listade i Catalogue of Life.